# Briarcliff
Briarcliff es una villa ubicada en el condado de Travis en el estado estadounidense de Texas. En el Censo de 2010 tenía una población de 1.438 habitantes y una densidad poblacional de 320,93 personas por km².

## Geografía
Briarcliff se encuentra ubicada en las coordenadas 30°24′33″N 98°2′40″O / 30.40917, -98.04444. Según la Oficina del Censo de los Estados Unidos, Briarcliff tiene una superficie total de 4.48 km², de la cual 4.3 km² corresponden a tierra firme y (4.05%) 0.18 km² es agua.

## Demografía
Según el censo de 2010, había 1.438 personas residiendo en Briarcliff. La densidad de población era de 320,93 hab./km². De los 1.438 habitantes, Briarcliff estaba compuesto por el 95.76% blancos, el 0.28% eran afroamericanos, el 0.28% eran amerindios, el 0.49% eran asiáticos, el 0% eran isleños del Pacífico, el 1.67% eran de otras razas y el 1.53% pertenecían a dos o más razas. Del total de la población el 6.54% eran hispanos o latinos de cualquier raza.

## Educación
El Distrito Escolar Independiente de Lake Travis gestiona escuelas públicas.